# Société des avions Caudron
Pour les articles homonymes, voir Caudron.

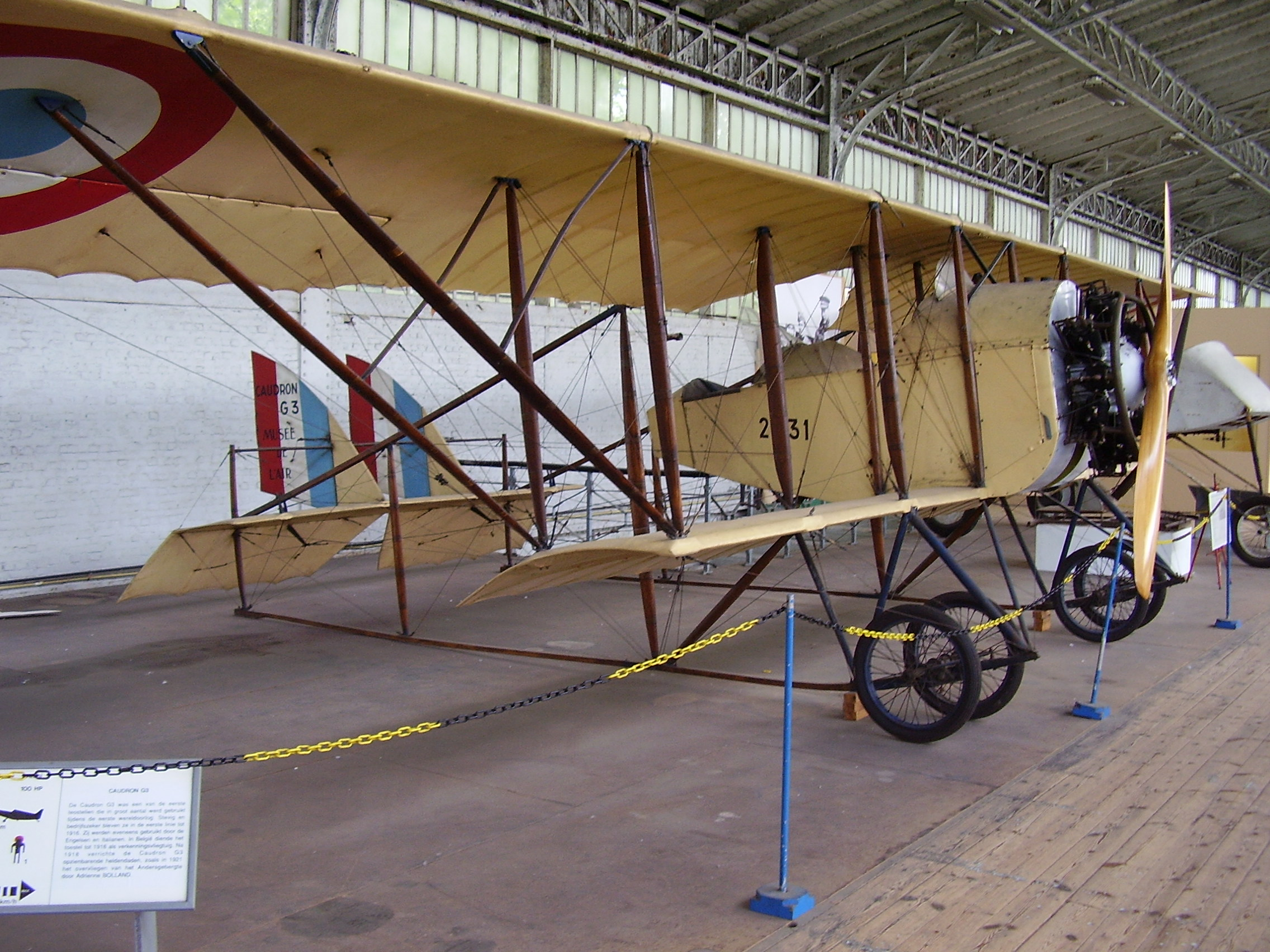
Caudron G3

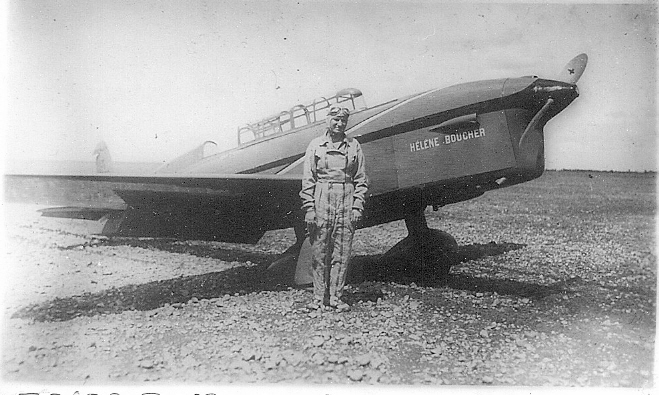
Hélène Boucher devant son Caudron Rafale

La société des avions Caudron est un constructeur français d'avions, ayant existé de 1909 à 1936. En 1933, la société est rachetée par Renault. En 1936, la société est nationalisée et intégrée au sein de la SNCAN.

## Histoire
Créée par les frères Caudron en 1909, elle se rend rapidement célèbre par le développement d'avions performants dès le début de la Première Guerre mondiale.
Outre le Caudron G.2 de 1914, le G.3, étudié par Gaston Caudron, est introduit dans les escadrilles françaises d'observation à la fin de 1914. Il donne naissance au bimoteur G.4 sesquiplan puis au G.6 à fuselage complètement caréné. Le prototype biplan bimoteur triplace R.4, sorti en juin 1915, se brise en plein vol et cause la mort de René Caudron le 12 décembre 1915. Armé de mitrailleuses, il est opérationnel en 1916. Le biplan bimoteur triplace R.11 qui suit corrige une bonne partie des défauts du R.4.
Après la guerre, Caudron, comme les autres constructeurs aéronautiques de l'époque, se convertit à l'aviation civile. L'aviatrice Adrienne Bolland est engagée comme pilote d'essai en 1920. Elle traverse les Andes sur un G.III en avril 1921. Maryse Bastié, montée à Paris, donne des baptêmes de l'air et fait de la publicité aérienne. Elle décide d'acheter son propre avion, un Caudron C.109 à moteur Salmson de 40 ch. Comme elle n'a pas d'argent pour le faire voler, le pilote Maurice Drouhin l'aide au financement. Le 13 juillet 1928, il lui offre le poste de premier pilote. Elle établit alors avec lui un premier record féminin homologué de distance (1 058 km), entre Paris et Treptow-sur-Rega, en Poméranie occidentale.
En 1930, la société fait construire l'aérodrome de Guyancourt dans les Yvelines (Seine-et-Oise à l'époque).
Les modèles civils de transport et de records se succèdent jusqu'en 1933.
Le 1er juillet 1933, la société Caudron est rachetée par Louis Renault. La société anonyme des avions Caudron (ou Caudron-Renault) est alors créée pour développer des avions légers, comme le fameux Caudron Simoun. Marcel Riffard est dépendant direct de François Lehideux, patron de Renault à l'époque.
En juin 1934, Hélène Boucher signe un contrat avec la nouvelle société Caudron-Renault. C'est François Lehideux qui décide de son embauche. Avec ce contrat elle obtient, outre un salaire assurant son indépendance financière, des moyens techniques lui permettant de donner le meilleur d'elle-même.
L'organisation industrielle resta toutefois déficiente, avec des fabrications dispersées entre les usines Renault de Boulogne-Billancourt et Caudron d'Issy-les-Moulineaux. La situation fut clarifiée en 1937 : les éléments structurels et la motorisation furent alors fabriqués par Renault au sein de la Société des Moteurs Renault-Aviation (SMRA) et l'assemblage effectué par Caudron.
À la Libération en 1944, Louis Renault est arrêté comme collaborateur et meurt en prison avant son procès. Ses usines sont saisies par le gouvernement provisoire et nationalisées le 15 janvier 1945 sous le nom de Régie nationale des usines Renault. La société Caudron est nationalisée en 1946 et intégrée au sein de la SNCAN tandis que la SMRA est intégrée à la SNECMA.

## Liste des avions Caudron
Liste non exhaustive :
- Hydroaéroplane Caudron-Fabre[5] (1911)
- Caudron Type A (1910)
- Caudron Type B.2 et Caudron Type B Multiplace (1911)
- Caudron Type C (1911)
- Caudron Type D (1911)
- Caudron Type E (1912)
- Caudron Type F (1913)
- Caudron Type G (1913)
- Caudron Type H (1913) hydravion, biplan, monomoteur
- Caudron G.2 (1913)
- Caudron G.3 (1914) biplan, monomoteur de reconnaissance
- Caudron G.4 (1915) biplan, bimoteur, biplace de bombardement
- Caudron G.6 (1916) biplan, bimoteur, biplace de bombardement/reconnaissance
- Caudron R.4 (1915) biplan, bimoteur, triplace de bombardement/reconnaissance
- Caudron R.11 (1917) biplan, bimoteur, triplace, chasseur d'escorte
- Caudron C.23 BN.2, C23, C23 bis (1918), biplan, bimoteur, triplace, bombardier de nuit et 12/15 passagers
- Caudron C.33 (1919) biplan, bimoteur, quadriplace de transport
- Caudron C.59 (1921) biplan, monomoteur, biplace d’entraînement
- Caudron C.60 (1921) biplan, monomoteur, biplace d’entraînement
- Caudron C.61 (1921) biplan, trimoteur de transport pour 8 passagers
- Caudron C.74 (1922) biplan, quadrimoteur de transport pour 10 passagers
- Caudron C.109 (1920), monoplan biplace, moteur Salmson 40CV. Record de durée féminine (Maryse Bastié, 26 h 47 min, 1929) et de distance, seconde traversée et première féminine, de la Méditerranée (Léna Bernstein, 2 268 km, août 1929)
- Caudron C.140 (1928) biplan, monomoteur, biplace de liaison et d’observation
- Caudron C.190 (1929) monoplan aile basse, monomoteur, biplace de tourisme
- Caudron C.220 (1929) biplan, monomoteur, biplace de tourisme et d’école
- Caudron C.230 (1930) biplan, monomoteur, biplace de tourisme
- Caudron C.240 (1931) monoplan aile basse, monomoteur, quadriplace de tourisme
- Caudron C.270 Luciole (1930) biplan, monomoteur, biplace de tourisme et d’école
- Caudron C.280 Phalène (1932) monoplan aile haute, monomoteur, quadriplace de tourisme
- Caudron C.362 (1933) monoplan aile basse, monomoteur, monoplace de course
- Caudron C.366 Atalante (1933) monoplan aile basse, monomoteur, monoplace de course
- Caudron C.430 Rafale (1934) monoplan aile basse, monomoteur, biplace de grand tourisme
- Caudron C.440 Goéland (1934) monoplan aile basse, bimoteur de liaison et d’entraînement
- Caudron C.450 (1934) monoplan aile basse, monomoteur, monoplace de course
- Caudron C.460 (1934) monoplan aile basse, monomoteur, monoplace de course
- Caudron C.480 Frégate (1935) monoplan aile haute, monomoteur, triplace de tourisme
- Caudron C.500 Simoun I (1934) monoplan aile basse, monomoteur, quadriplace de tourisme
- Caudron C.510 Pélican (1934) monoplan aile haute, monomoteur, quadriplace de tourisme
- Caudron C.510 Pélican (1934) monoplan aile haute, monomoteur, quadriplace de tourisme
- Caudron C.520 Simoun C500 modifié
- Caudron C.560 Rafale
- Caudron C.561 dérivé du Caudron C.460. 1 exemplaire construits pour la Coupe Deutsch de 1936.
- Caudron C.570 Kangourou (1935) monoplan aile basse, bimoteur, transport de troupes
- Caudron C.600 Aiglon (1935) monoplan aile basse, monomoteur, biplace de tourisme
- Caudron C.620 Simoun IV. C.520 modifié
- Caudron C.630 Simoun. Évolution du C.620
- Caudron C.640 Typhon (1935) monoplan aile basse, bimoteur, biplace
- Caudron C.710 (1935) prototype de chasseur monoplan à aile basse, monomoteur, monoplace et train fixe, inspiré du C.460 et destiné au programme de Chasseur C1 de l'Armée de l'Air
- Caudron C.714 (1936) prototype de record de vitesse, monoplan aile basse, monomoteur et monoplace, dérivé du Caudron C.710
- Caudron C.714 (1937) prototype de chasseur monoplan aile basse, monomoteur, monoplace et train rentrant, dérivé du Caudron C.710
- Caudron C.714 Cyclone (1938) chasseur monoplan à aile basse, monomoteur, monoplace, dérivé du Caudron C.713
- Caudron C.714R, prototype de chasseur léger n'ayant jamais volé, présenté au musée du Bourget[6]
- Caudron C.760 (1940) prototype de chasseur monoplan à aile basse, monomoteur, monoplace et train rentrant, dérivé de construction métallique du Caudron C.714
- Caudron C.770 Cyclone (1940)
- Caudron C.800 Epervier (1942) planeur
- Caudron C.810 (1942) version améliorée du C.800
- Caudron C.811 (1945) version améliorée du C.810
- Caudron C.860
- Caudron C.870[7]
- Caudron C.880[8]
- Caudron KXC1 version du C.601 exporté au Japon
- Caudron C.801 (1951) version améliorée du C.800